# Acalolepta insularis
Acalolepta insularis är en skalbaggsart som först beskrevs av Stefan von Breuning 1939.  Acalolepta insularis ingår i släktet Acalolepta och familjen långhorningar. Artens utbredningsområde är Indonesien. Inga underarter finns listade i Catalogue of Life.